# Dパラダイス
Dパラダイス（ディーパラダイス）は、日本テレビで2006年4月3日から2007年9月19日まで放送されていたテレビドラマ再放送枠。基本的放送時間は、月曜 - 木曜の15:55 - 16:53(JST)。終了後、（CMを挟んで）日テレかわら版を放送（16:49:25）。
ただし、祝日などの特別番組や､ゴールデンタイムの番組の宣伝番組及び新ドラマの初回再放送などで、放送されない日もある。

## 概要
日本テレビでは、本時間帯で、2003年3月までドラマの再放送枠（『青春アワー・青春アクションシリーズ』など）が放送されていたが、それまで放送されていた情報番組「ラジかる!!」が、「ラジかるッ」として午前中に移動し、17:25からの報道番組「NNNニュースプラス1」（金曜日のみ17:00 - ）が、「NNN Newsリアルタイム」としてリニューアルし、金曜以外フライングスタートすることを受け、3年振りに夕方にドラマの再放送枠を設けることとなったが、設置から1年半振りにこの枠は（月曜も含めて）情報番組「くちコミ☆ジョニー!」が放送されることになった。その代わり、2007年9月28日をもって「ザ・ワイド」（13:55 - 15:50）が終了することに伴い、ドラマの再放送は2007年10月1日から「ドラバラZONE」（13:55 - 15:50）枠内で放送されたが、2008年3月28日をもって終了した。
2007年1月15日からは「アジドラ!」（韓国ドラマ枠）の開始に伴い、火曜 - 木曜の放送になった。
次回予告も行なっていた。初回・最終回の拡大版は、一部分をカットして放送していた。

## 放送作品

### 2006年
- ゴールデンボウル（4月10日 - 26日）
- anego[アネゴ]（4月27日 - 5月15日）
- 幸福の王子（5月16日 - 6月1日）
- すいか（6月5日 - 21日）
- あした天気になあれ。（6月22日 - 7月12日）
- 彼女が死んじゃった。（7月24日 - 8月7日）
- ごくせん（8月8日 - 24日）
- 光とともに…〜自閉症児を抱えて〜（8月28日 - 9月13日）
- 野ブタ。をプロデュース（10月9日 - 31日）
- 女王の教室（11月1日 - 21日）

### 2007年
- 女王の教室スペシャル
  - エピソード1〜堕天使〜（1月9日・11日）
  - エピソード2〜悪魔降臨〜（1月16日・17日）
- ぼくの魔法使い（1月25日 - 2月20日）
- 喰いタン（2月21日 - 3月14日）
- ギャルサー（4月19日 - 5月31日）
- 光とともに…〜自閉症児を抱えて〜（6月5日 - 7月5日）
- マイ☆ボス マイ☆ヒーロー（7月6日 - 8月15日）
- 瑠璃の島（8月16日 - 9月19日）